# Taranaki Mountain Airs
Maillots
Les Taranaki Mountain Airs, ou Steelformers Mountainairs pour des raisons de parrainage, sont un club néo-zélandais de basket-ball basé à New Plymouth (Taranaki). Le club appartient la National Basketball League, le plus haut niveau en Nouvelle-Zélande. 

## Noms successifs
- 1985 - 1991 : New Plymouth Bulls
- 1985 - 1993 : New Plymouth Bears
- 1994 - 1997 : Taranaki Bears
- 1998 - 1999 : Taranaki Oilers
- 2000 - 2002 : équipe inactive[1]
- 2003 - 2007 : Taranaki Mountain Airs
- 2008 - 2009 : Devon Dynamos Taranaki
- Depuis 2010 : Taranaki Mountain Airs

## Palmarès
néant

## Entraîneurs successifs
- Années 1990 :  Steve McKean
- 2003-2006 :  Warren Osborne
- 2003-2006 :  Doug Courtney
- 2008-2009 :  Trent Adam
- 2010 : / Angelo Hill
- 2011-2013 :  David Bublitz
- 2014-2015 :  Daryn Shaw
- 2016 : / Ross McMains
- 2017-2018 :  Trent Adam
- 2019 :  David Bublitz
- 2020 :  Willie Banks
- 2020- :  Doug Courtney